# Seznam kulturních památek v okrese Beroun
Tento seznam nemovitých kulturních památek v okrese Beroun vychází z  Ústředního seznamu kulturních památek ČR, který na základě zákona č. 20/1987 Sb., o státní památkové péči, vede Národní památkový ústav jako ústřední organizace státní památkové péče. Údaje jsou průběžně upřesňovány, přesto mohou obsahovat i řadu věcných a formálních chyb a nepřesností či být neaktuální. 
Pokud byly některé části dotčeného území vyčleněny do samostatných seznamů, měly by být odkazy na tyto dílčí seznamy uvedeny v úvodu tohoto seznamu nebo v úvodu příslušné sekce seznamu.
- Seznam kulturních památek v Berouně včetně částí obce Hostim a Srbsko
- Seznam kulturních památek v Hořovicích
- Seznam kulturních památek v Hostomicích včetně částí obce Bezdědice a Radouš
- Seznam kulturních památek v Karlštejně
- Seznam kulturních památek v Litni včetně částí obce Běleč a Dolní Vlence
- Seznam kulturních památek v Lochovicích včetně části obce Obora
- Seznam kulturních památek v Nižboru včetně částí obce Stradonice a Žloukovice
- Seznam kulturních památek ve Svatém Janu pod Skalou včetně části obce Sedlec
- Seznam kulturních památek v Tetíně včetně části obce Koda
- Seznam kulturních památek ve Všeradicích
- Seznam kulturních památek v Žebráku

## Běštín
| Památka                     | Fotografie                                  | Rejstříkové číslo v ÚSKP                                                             | Sídelní útvar                                               | Poloha                                                                              | Popis a poznámky                                                  |
| --------------------------- | ------------------------------------------- | ------------------------------------------------------------------------------------ | ----------------------------------------------------------- | ----------------------------------------------------------------------------------- | ----------------------------------------------------------------- |
| Usedlost čp. 55 (Q33406174) | \| \| \| \| \| \|                           | 45316/2-2985 Pam. katalog MIS                                                        | Běštín                                                      | Běštín 55, severovýchodní okraj vsi, Na chlumu 49°48′28,09″ s. š., 14°1′25,1″ v. d. | Venkovská usedlost · Zapsáno do státního seznamu před rokem 1988. |
|                             | Kategorie „Běštín 55 “ na Wikimedia Commons | Hledat fotografie a kategorie ve Wikimedia Commons podle rejstříkového čísla památky | Nahrát snímek k tomuto tématu do úložiště Wikimedia Commons |                                                                                     |                                                                   |

## Broumy
|  | Kategorie „Schürerovská sklárna “ na Wikimedia Commons | Hledat fotografie a kategorie ve Wikimedia Commons podle rejstříkového čísla památky | Nahrát snímek k tomuto tématu do úložiště Wikimedia Commons |  |

|  |  | Hledat fotografie a kategorie ve Wikimedia Commons podle rejstříkového čísla památky | Nahrát snímek k tomuto tématu do úložiště Wikimedia Commons |  |

## Březová
| Památka                         | Fotografie        | Rejstříkové číslo v ÚSKP                                                             | Sídelní útvar                                               | Poloha                                 | Popis a poznámky                                                   |
| ------------------------------- | ----------------- | ------------------------------------------------------------------------------------ | ----------------------------------------------------------- | -------------------------------------- | ------------------------------------------------------------------ |
| Kaplička se zvonicí (Q36998481) | \| \| \| \| \| \| | 39760/2-3340 Pam. katalog MIS                                                        | Březová                                                     | 49°54′14,11″ s. š., 13°52′59,56″ v. d. | Kaplička se zvonicí · Zapsáno do státního seznamu před rokem 1988. |
|                                 |                   | Hledat fotografie a kategorie ve Wikimedia Commons podle rejstříkového čísla památky | Nahrát snímek k tomuto tématu do úložiště Wikimedia Commons |                                        |                                                                    |

## Bubovice
| Památka                            | Fotografie                                                             | Rejstříkové číslo v ÚSKP                                                             | Sídelní útvar                                               | Poloha                                                                                    | Popis a poznámky |
| ---------------------------------- | ---------------------------------------------------------------------- | ------------------------------------------------------------------------------------ | ----------------------------------------------------------- | ----------------------------------------------------------------------------------------- | --- |
| Kaple svatého Vojtěcha (Q37024108) | \| \| \| \| \| \|                                                      | 105803 Pam. katalog MIS                                                              | Bubovice                                                    | Ke Kapli, návrší severně nad jádrem obce, st. 257/4 49°58′18,28″ s. š., 14°9′58,89″ v. d. | Torzo barokní kaple od Kryštofa Dientzenhofera z roku 1714. Byla vystavěna spolu s nedalekou kaplí sv. Kříže. Přesná původní podoba nám není známa, z dochovaných částí obvodových zdí lze usuzovat pouze pravděpodobné půdorysné rozvržení stavby – tedy protáhlého oktogonu. Vnější plastické členění se nedochovalo ani ve fragmentech. Krátce po svém zániku, tedy někdy po roce 1785, byla kaple postupně rozebírána na stavební materiál a přestala sloužit svému účelu. Stavba odhaluje dobové techniky zdění z lomového kamene. Dochována severovýchodní obvodová zeď o vnější délce 0,83 m a o výšce cca 6,5 m. Z ní pod rozdílnými tupými úhly vybíhají zbytky dalších obvodových zdí, obrácených k severu a k východu. Památkově chráněno od 4. února 2016. |
|                                    | Kategorie „Chapel of Saint Adalbert in Bubovice “ na Wikimedia Commons | Hledat fotografie a kategorie ve Wikimedia Commons podle rejstříkového čísla památky | Nahrát snímek k tomuto tématu do úložiště Wikimedia Commons |                                                                                           | |

## Bzová
| Památka                 | Fotografie        | Rejstříkové číslo v ÚSKP                                                             | Sídelní útvar                                               | Poloha                                          | Popis a poznámky                                           |
| ----------------------- | ----------------- | ------------------------------------------------------------------------------------ | ----------------------------------------------------------- | ----------------------------------------------- | ---------------------------------------------------------- |
| Větrný mlýn (Q31208048) | \| \| \| \| \| \| | 41600/2-299 Pam. katalog MIS                                                         | Bzová                                                       | Bzová 66 49°53′43,19″ s. š., 13°51′55,51″ v. d. | Větrný mlýn · Zapsáno do státního seznamu před rokem 1988. |
|                         |                   | Hledat fotografie a kategorie ve Wikimedia Commons podle rejstříkového čísla památky | Nahrát snímek k tomuto tématu do úložiště Wikimedia Commons |                                                 |                                                            |

## Cerhovice
|  |  | Hledat fotografie a kategorie ve Wikimedia Commons podle rejstříkového čísla památky | Nahrát snímek k tomuto tématu do úložiště Wikimedia Commons |  |

|  | Kategorie „Church of Saint Martin (Cerhovice) “ na Wikimedia Commons | Hledat fotografie a kategorie ve Wikimedia Commons podle rejstříkového čísla památky | Nahrát snímek k tomuto tématu do úložiště Wikimedia Commons |  |

|  | Kategorie „Monument of 1868 railway accident near Cerhovice “ na Wikimedia Commons | Hledat fotografie a kategorie ve Wikimedia Commons podle rejstříkového čísla památky | Nahrát snímek k tomuto tématu do úložiště Wikimedia Commons |  |

|  |  | Hledat fotografie a kategorie ve Wikimedia Commons podle rejstříkového čísla památky | Nahrát snímek k tomuto tématu do úložiště Wikimedia Commons |  |

|  | Kategorie „Chapel of Saint Mary (Třenice) “ na Wikimedia Commons | Hledat fotografie a kategorie ve Wikimedia Commons podle rejstříkového čísla památky | Nahrát snímek k tomuto tématu do úložiště Wikimedia Commons |  |

## Drozdov
| Památka                                                            | Fotografie                                                                                  | Rejstříkové číslo v ÚSKP                                                             | Sídelní útvar                                               | Poloha                                      | Popis a poznámky                                                                                  |
| ------------------------------------------------------------------ | ------------------------------------------------------------------------------------------- | ------------------------------------------------------------------------------------ | ----------------------------------------------------------- | ------------------------------------------- | ------------------------------------------------------------------------------------------------- |
| Výklenková kaplička se sochou svatého Jana Nepomuckého (Q37181885) | \| \| \| \| \| \|                                                                           | 14254/2-2986 Pam. katalog MIS                                                        | Drozdov                                                     | náves 49°51′49,8″ s. š., 13°50′22,17″ v. d. | Výklenková kaplička se sochou sv. Jana Nepomuckého · Zapsáno do státního seznamu před rokem 1988. |
|                                                                    | Kategorie „Chapel-shrine with a statue of John of Nepomuk in Drozdov “ na Wikimedia Commons | Hledat fotografie a kategorie ve Wikimedia Commons podle rejstříkového čísla památky | Nahrát snímek k tomuto tématu do úložiště Wikimedia Commons |                                             |                                                                                                   |

## Hlásná Třebaň
| Památka              | Fotografie                                                | Rejstříkové číslo v ÚSKP                                                             | Sídelní útvar                                               | Poloha                                       | Popis a poznámky                                        |
| -------------------- | --------------------------------------------------------- | ------------------------------------------------------------------------------------ | ----------------------------------------------------------- | -------------------------------------------- | ------------------------------------------------------- |
| Kaplička (Q37275414) | \| \| \| \| \| \|                                         | 14681/2-3341 Pam. katalog MIS                                                        | Hlásná Třebaň                                               | náves 49°55′14,92″ s. š., 14°11′56,88″ v. d. | Kaplička · Zapsáno do státního seznamu před rokem 1988. |
|                      | Kategorie „Chapel in Hlásná Třebaň “ na Wikimedia Commons | Hledat fotografie a kategorie ve Wikimedia Commons podle rejstříkového čísla památky | Nahrát snímek k tomuto tématu do úložiště Wikimedia Commons |                                              |                                                         |

## Hředle
| Památka                            | Fotografie        | Rejstříkové číslo v ÚSKP                                                             | Sídelní útvar                                               | Poloha                                           | Popis a poznámky                                               |
| ---------------------------------- | ----------------- | ------------------------------------------------------------------------------------ | ----------------------------------------------------------- | ------------------------------------------------ | -------------------------------------------------------------- |
| Zemědělský dvůr čp. 28 (Q31432728) | \| \| \| \| \| \| | 14905/2-3348 Pam. katalog MIS                                                        | Hředle                                                      | Hředle 28 49°54′23,11″ s. š., 13°54′29,74″ v. d. | Zemědělský dvůr · Zapsáno do státního seznamu před rokem 1988. |
|                                    |                   | Hledat fotografie a kategorie ve Wikimedia Commons podle rejstříkového čísla památky | Nahrát snímek k tomuto tématu do úložiště Wikimedia Commons |                                                  |                                                                |

## Hudlice
|  | Kategorie „Church of Saint Thomas in Hudlice “ na Wikimedia Commons | Hledat fotografie a kategorie ve Wikimedia Commons podle rejstříkového čísla památky | Nahrát snímek k tomuto tématu do úložiště Wikimedia Commons |  |

|  | Kategorie „Chapel of Saint John of Nepomuk (Hudlice) “ na Wikimedia Commons | Hledat fotografie a kategorie ve Wikimedia Commons podle rejstříkového čísla památky | Nahrát snímek k tomuto tématu do úložiště Wikimedia Commons |  |

|  |  | Hledat fotografie a kategorie ve Wikimedia Commons podle rejstříkového čísla památky | Nahrát snímek k tomuto tématu do úložiště Wikimedia Commons |  |

|  | Kategorie „Birthplace of Josef Jungmann “ na Wikimedia Commons | Hledat fotografie a kategorie ve Wikimedia Commons podle rejstříkového čísla památky | Nahrát snímek k tomuto tématu do úložiště Wikimedia Commons |  |

## Hvozdec
|  |  | Hledat fotografie a kategorie ve Wikimedia Commons podle rejstříkového čísla památky | Nahrát snímek k tomuto tématu do úložiště Wikimedia Commons |  |

|  |  | Hledat fotografie a kategorie ve Wikimedia Commons podle rejstříkového čísla památky | Nahrát snímek k tomuto tématu do úložiště Wikimedia Commons |  |

|  | Kategorie „Church of the Nativity of the Virgin Mary (Mrtník) “ na Wikimedia Commons | Hledat fotografie a kategorie ve Wikimedia Commons podle rejstříkového čísla památky | Nahrát snímek k tomuto tématu do úložiště Wikimedia Commons |  |

## Hýskov
| Památka                                 | Fotografie                                                                           | Rejstříkové číslo v ÚSKP                                                             | Sídelní útvar                                               | Poloha                               | Popis a poznámky                                                  |
| --------------------------------------- | ------------------------------------------------------------------------------------ | ------------------------------------------------------------------------------------ | ----------------------------------------------------------- | ------------------------------------ | ----------------------------------------------------------------- |
| Kostel Narození Panny Marie (Q37302445) | \| \| \| \| \| \|                                                                    | 101003 Pam. katalog MIS                                                              | Hýskov                                                      | 49°59′20,45″ s. š., 14°3′2,92″ v. d. | Kostel Narození Panny Marie Památkově chráněno od 16. dubna 2004. |
|                                         | Kategorie „Church of the Nativity of the Virgin Mary (Hýskov) “ na Wikimedia Commons | Hledat fotografie a kategorie ve Wikimedia Commons podle rejstříkového čísla památky | Nahrát snímek k tomuto tématu do úložiště Wikimedia Commons |                                      |                                                                   |

## Chaloupky
| Památka                | Fotografie                                      | Rejstříkové číslo v ÚSKP                                                             | Sídelní útvar                                               | Poloha                                                                          | Popis a poznámky |
| ---------------------- | ----------------------------------------------- | ------------------------------------------------------------------------------------ | ----------------------------------------------------------- | ------------------------------------------------------------------------------- | --- |
| Hrad Valdek (Q7909364) | \| \| \| \| \| \|                               | 39520/2-2960 Pam. katalog MIS                                                        | Chaloupky                                                   | k. ú. Chaloupky v Brdech parc. 504, 527, 170 49°46′30,5″ s. š., 13°53′36″ v. d. | Zřícenina původně raně gotického hradu ze 13. století. - zřícenina hradu, parc. 504 - předhradí, parc. 170, část parc. 527 - cesta, část parc. 527 · Poznámka: Dříve vojenský újezd Brdy. Dle záznamu MonumNetu k. ú. Jince v Brdech a sídelní útvar Baština, dle dřívějšího rozpisu parcel v MonumNetu k. ú. Hrachoviště parc. 504, 527, 170, dle novějšího rozpisu parcel v MonumNetu k. ú. Chaloupky v Brdech parc. 504, 527, 170. · Památkově chráněno od roku 1965. |
|                        | Kategorie „Valdek_Castle “ na Wikimedia Commons | Hledat fotografie a kategorie ve Wikimedia Commons podle rejstříkového čísla památky | Nahrát snímek k tomuto tématu do úložiště Wikimedia Commons |                                                                                 | |

## Chyňava
|  | Kategorie „Roubená chalupa čp. 85 (Chyňava) “ na Wikimedia Commons | Hledat fotografie a kategorie ve Wikimedia Commons podle rejstříkového čísla památky | Nahrát snímek k tomuto tématu do úložiště Wikimedia Commons |  |

|  | Kategorie „Church of Saint Procopius (Chyňava) “ na Wikimedia Commons | Hledat fotografie a kategorie ve Wikimedia Commons podle rejstříkového čísla památky | Nahrát snímek k tomuto tématu do úložiště Wikimedia Commons |  |

## Komárov
|  | Kategorie „Chapel in Komárov (Beroun District) “ na Wikimedia Commons | Hledat fotografie a kategorie ve Wikimedia Commons podle rejstříkového čísla památky | Nahrát snímek k tomuto tématu do úložiště Wikimedia Commons |  |

|  |  | Hledat fotografie a kategorie ve Wikimedia Commons podle rejstříkového čísla památky | Nahrát snímek k tomuto tématu do úložiště Wikimedia Commons |  |

|  |  | Hledat fotografie a kategorie ve Wikimedia Commons podle rejstříkového čísla památky | Nahrát snímek k tomuto tématu do úložiště Wikimedia Commons |  |

## Koněprusy
| Památka                           | Fotografie                                           | Rejstříkové číslo v ÚSKP                                                             | Sídelní útvar                                               | Poloha                                             | Popis a poznámky                                                                           |
| --------------------------------- | ---------------------------------------------------- | ------------------------------------------------------------------------------------ | ----------------------------------------------------------- | -------------------------------------------------- | ------------------------------------------------------------------------------------------ |
| Jeskyně Na zlatém koni (Q3890135) | \| \| \| \| \| \|                                    | 18364/2-425 Pam. katalog MIS                                                         | Koněprusy                                                   | jižně od obce 49°54′54,67″ s. š., 14°4′3,05″ v. d. | Jeskyně Na zlatém koni, archeologické stopy · Zapsáno do státního seznamu před rokem 1988. |
|                                   | Kategorie „Koněpruské jeskyně “ na Wikimedia Commons | Hledat fotografie a kategorie ve Wikimedia Commons podle rejstříkového čísla památky | Nahrát snímek k tomuto tématu do úložiště Wikimedia Commons |                                                    |                                                                                            |

## Korno
|  |  | Hledat fotografie a kategorie ve Wikimedia Commons podle rejstříkového čísla památky | Nahrát snímek k tomuto tématu do úložiště Wikimedia Commons |  |

|  | Kategorie „Chapel in Korno “ na Wikimedia Commons | Hledat fotografie a kategorie ve Wikimedia Commons podle rejstříkového čísla památky | Nahrát snímek k tomuto tématu do úložiště Wikimedia Commons |  |

|  |  | Hledat fotografie a kategorie ve Wikimedia Commons podle rejstříkového čísla památky | Nahrát snímek k tomuto tématu do úložiště Wikimedia Commons |  |

|  | Kategorie „Kaplička mezi Kornem a Litní “ na Wikimedia Commons | Hledat fotografie a kategorie ve Wikimedia Commons podle rejstříkového čísla památky | Nahrát snímek k tomuto tématu do úložiště Wikimedia Commons |  |

## Kotopeky
|  | Kategorie „Chapel of Saint John of Nepomuk (Tihava) “ na Wikimedia Commons | Hledat fotografie a kategorie ve Wikimedia Commons podle rejstříkového čísla památky | Nahrát snímek k tomuto tématu do úložiště Wikimedia Commons |  |

|  |  | Hledat fotografie a kategorie ve Wikimedia Commons podle rejstříkového čísla památky | Nahrát snímek k tomuto tématu do úložiště Wikimedia Commons |  |

|  | Kategorie „Mohylník Háj (Tihava) “ na Wikimedia Commons | Hledat fotografie a kategorie ve Wikimedia Commons podle rejstříkového čísla památky | Nahrát snímek k tomuto tématu do úložiště Wikimedia Commons |  |

## Králův Dvůr
|  | Kategorie „Králův Dvůr Chateau “ na Wikimedia Commons | Hledat fotografie a kategorie ve Wikimedia Commons podle rejstříkového čísla památky | Nahrát snímek k tomuto tématu do úložiště Wikimedia Commons |  |

|  | Kategorie „Popovice (tvrz) “ na Wikimedia Commons | Hledat fotografie a kategorie ve Wikimedia Commons podle rejstříkového čísla památky | Nahrát snímek k tomuto tématu do úložiště Wikimedia Commons |  |

|  | Kategorie „Hamr (Popovice, Králův Dvůr) “ na Wikimedia Commons | Hledat fotografie a kategorie ve Wikimedia Commons podle rejstříkového čísla památky | Nahrát snímek k tomuto tématu do úložiště Wikimedia Commons |  |

|  | Kategorie „Church of the Assumption of the Virgin Mary (Počaply) “ na Wikimedia Commons | Hledat fotografie a kategorie ve Wikimedia Commons podle rejstříkového čísla památky | Nahrát snímek k tomuto tématu do úložiště Wikimedia Commons |  |

|  | Kategorie „Náhrobek Jana Preislera (Počaply) “ na Wikimedia Commons | Hledat fotografie a kategorie ve Wikimedia Commons podle rejstříkového čísla památky | Nahrát snímek k tomuto tématu do úložiště Wikimedia Commons |  |

|  | Kategorie „Bývalá německá škola v Počaplech “ na Wikimedia Commons | Hledat fotografie a kategorie ve Wikimedia Commons podle rejstříkového čísla památky | Nahrát snímek k tomuto tématu do úložiště Wikimedia Commons |  |

## Kublov
|  | Kategorie „Birth house of Josef Leopold Zvonař “ na Wikimedia Commons | Hledat fotografie a kategorie ve Wikimedia Commons podle rejstříkového čísla památky | Nahrát snímek k tomuto tématu do úložiště Wikimedia Commons |  |

|  | Kategorie „Church of Saint John the Baptist (Velíz) “ na Wikimedia Commons | Hledat fotografie a kategorie ve Wikimedia Commons podle rejstříkového čísla památky | Nahrát snímek k tomuto tématu do úložiště Wikimedia Commons |  |

|  | Kategorie „Velíz “ na Wikimedia Commons | Hledat fotografie a kategorie ve Wikimedia Commons podle rejstříkového čísla památky | Nahrát snímek k tomuto tématu do úložiště Wikimedia Commons |  |

## Lážovice
|  | Kategorie „Lážovice - sýpka čp. 41 “ na Wikimedia Commons | Hledat fotografie a kategorie ve Wikimedia Commons podle rejstříkového čísla památky | Nahrát snímek k tomuto tématu do úložiště Wikimedia Commons |  |

|  | Kategorie „Lážovice - usedlost čp. 10 “ na Wikimedia Commons | Hledat fotografie a kategorie ve Wikimedia Commons podle rejstříkového čísla památky | Nahrát snímek k tomuto tématu do úložiště Wikimedia Commons |  |

|  | Kategorie „Lážovice - kaplička “ na Wikimedia Commons | Hledat fotografie a kategorie ve Wikimedia Commons podle rejstříkového čísla památky | Nahrát snímek k tomuto tématu do úložiště Wikimedia Commons |  |

## Lhotka
| Památka                      | Fotografie                                                      | Rejstříkové číslo v ÚSKP                                                             | Sídelní útvar                                               | Poloha                                            | Popis a poznámky                                              |
| ---------------------------- | --------------------------------------------------------------- | ------------------------------------------------------------------------------------ | ----------------------------------------------------------- | ------------------------------------------------- | ------------------------------------------------------------- |
| Kaple svaté Anny (Q18746060) | \| \| \| \| \| \|                                               | 26012/2-340 Pam. katalog MIS                                                         | Lhotka                                                      | při silnici 49°50′3,99″ s. š., 13°59′52,88″ v. d. | Kaple sv. Anny · Zapsáno do státního seznamu před rokem 1988. |
|                              | Kategorie „Chapel of Saint Anne (Lhotka) “ na Wikimedia Commons | Hledat fotografie a kategorie ve Wikimedia Commons podle rejstříkového čísla památky | Nahrát snímek k tomuto tématu do úložiště Wikimedia Commons |                                                   |                                                               |

## Libomyšl
|  | Kategorie „Hrádek (Libomyšl) “ na Wikimedia Commons | Hledat fotografie a kategorie ve Wikimedia Commons podle rejstříkového čísla památky | Nahrát snímek k tomuto tématu do úložiště Wikimedia Commons |  |

|  |  | Hledat fotografie a kategorie ve Wikimedia Commons podle rejstříkového čísla památky | Nahrát snímek k tomuto tématu do úložiště Wikimedia Commons |  |

## Loděnice
| Památka                                    | Fotografie                                                              | Rejstříkové číslo v ÚSKP                                                             | Sídelní útvar                                               | Poloha                                                          | Popis a poznámky                                                          |
| ------------------------------------------ | ----------------------------------------------------------------------- | ------------------------------------------------------------------------------------ | ----------------------------------------------------------- | --------------------------------------------------------------- | ------------------------------------------------------------------------- |
| Kostel svatého Václava s farou (Q33407737) | \| \| \| \| \| \|                                                       | 25674/2-348 Pam. katalog MIS                                                         | Loděnice                                                    | Loděnice 38, nad náměstím 49°59′46,25″ s. š., 14°9′27,42″ v. d. | Kostel sv. Václava s farou · Zapsáno do státního seznamu před rokem 1988. |
|                                            | Kategorie „Church of Saint Wenceslaus (Loděnice) “ na Wikimedia Commons | Hledat fotografie a kategorie ve Wikimedia Commons podle rejstříkového čísla památky | Nahrát snímek k tomuto tématu do úložiště Wikimedia Commons |                                                                 |                                                                           |

## Lužce
| Památka                   | Fotografie                                     | Rejstříkové číslo v ÚSKP                                                             | Sídelní útvar                                               | Poloha                                               | Popis a poznámky                                               |
| ------------------------- | ---------------------------------------------- | ------------------------------------------------------------------------------------ | ----------------------------------------------------------- | ---------------------------------------------------- | -------------------------------------------------------------- |
| Zámeček Lužce (Q33323792) | \| \| \| \| \| \|                              | 21840/2-3000 Pam. katalog MIS                                                        | Lužce                                                       | Lužce 1, náves 49°59′0,92″ s. š., 14°11′41,71″ v. d. | Zámek - zámeček · Zapsáno do státního seznamu před rokem 1988. |
|                           | Kategorie „Lužce Castle “ na Wikimedia Commons | Hledat fotografie a kategorie ve Wikimedia Commons podle rejstříkového čísla památky | Nahrát snímek k tomuto tématu do úložiště Wikimedia Commons |                                                      |                                                                |

## Malá Víska
| Památka                                     | Fotografie                                           | Rejstříkové číslo v ÚSKP                                                             | Sídelní útvar                                               | Poloha | Popis a poznámky |
| ------------------------------------------- | ---------------------------------------------------- | ------------------------------------------------------------------------------------ | ----------------------------------------------------------- | --- | --- |
| Pokusný pěchotní srub CE Jordán (Q14195926) | \| \| \| \| \| \|                                    | 104836 Pam. katalog MIS                                                              | Malá Víska                                                  | k. ú. Obecnice v Brdech parc. 5/1, k. ú. Malá Víska v Brdech parc. 5/2 49°43′41,16″ s. š., 13°52′1,14″ v. d. | Cvičný a zkušební pěchotní srub těžkého opevnění z roku 1936. Poznámka: Dříve vojenský újezd Brdy. Dle záznamu MonumNetu k. ú. Drahlín v Brdech a sídelní útvar Baština, dle dřívějšího rozpisu parcel k. ú. Baština, parcely 5/1, 5/2, dle novějšího rozpisu parcel v MonumNetu k. ú. Obecnice v Brdech parc. 5/1 a k. ú. Malá Víska v Brdech parc. 5/2. Památkově chráněno od 4. srpna 2012. |
|                                             | Kategorie „CE Jordán casemate “ na Wikimedia Commons | Hledat fotografie a kategorie ve Wikimedia Commons podle rejstříkového čísla památky | Nahrát snímek k tomuto tématu do úložiště Wikimedia Commons | | |

## Málkov
| Památka                         | Fotografie                                                           | Rejstříkové číslo v ÚSKP                                                             | Sídelní útvar                                               | Poloha                                                | Popis a poznámky                                                   |
| ------------------------------- | -------------------------------------------------------------------- | ------------------------------------------------------------------------------------ | ----------------------------------------------------------- | ----------------------------------------------------- | ------------------------------------------------------------------ |
| Kaplička se zvonicí (Q38236511) | \| \| \| \| \| \|                                                    | 24276/2-3002 Pam. katalog MIS                                                        | Málkov                                                      | náves, u čp. 20 49°53′16,99″ s. š., 14°1′21,95″ v. d. | Kaplička se zvonicí · Zapsáno do státního seznamu před rokem 1988. |
|                                 | Kategorie „Chapel in Málkov (Beroun District) “ na Wikimedia Commons | Hledat fotografie a kategorie ve Wikimedia Commons podle rejstříkového čísla památky | Nahrát snímek k tomuto tématu do úložiště Wikimedia Commons |                                                       |                                                                    |

## Měňany
|  |  | Hledat fotografie a kategorie ve Wikimedia Commons podle rejstříkového čísla památky | Nahrát snímek k tomuto tématu do úložiště Wikimedia Commons |  |

|  | Kategorie „Chapel in Měňany “ na Wikimedia Commons | Hledat fotografie a kategorie ve Wikimedia Commons podle rejstříkového čísla památky | Nahrát snímek k tomuto tématu do úložiště Wikimedia Commons |  |

|  | Kategorie „Wayside crosse in Měňany “ na Wikimedia Commons | Hledat fotografie a kategorie ve Wikimedia Commons podle rejstříkového čísla památky | Nahrát snímek k tomuto tématu do úložiště Wikimedia Commons |  |

|  | Kategorie „Chapel of Saint Wenceslaus in Tobolka “ na Wikimedia Commons | Hledat fotografie a kategorie ve Wikimedia Commons podle rejstříkového čísla památky | Nahrát snímek k tomuto tématu do úložiště Wikimedia Commons |  |

## Mezouň
| Památka                                | Fotografie        | Rejstříkové číslo v ÚSKP                                                             | Sídelní útvar                                               | Poloha                                                | Popis a poznámky                                                              |
| -------------------------------------- | ----------------- | ------------------------------------------------------------------------------------ | ----------------------------------------------------------- | ----------------------------------------------------- | ----------------------------------------------------------------------------- |
| Usedlost čp. 3 s kapličkou (Q33322378) | \| \| \| \| \| \| | 27312/2-356 Pam. katalog MIS                                                         | Mezouň                                                      | Mezouň 3, náves 50°0′13,63″ s. š., 14°12′50,46″ v. d. | Venkovská usedlost s kapličkou · Zapsáno do státního seznamu před rokem 1988. |
|                                        |                   | Hledat fotografie a kategorie ve Wikimedia Commons podle rejstříkového čísla památky | Nahrát snímek k tomuto tématu do úložiště Wikimedia Commons |                                                       |                                                                               |

## Mořina
|  |  | Hledat fotografie a kategorie ve Wikimedia Commons podle rejstříkového čísla památky | Nahrát snímek k tomuto tématu do úložiště Wikimedia Commons |  |

|  | Kategorie „Jewish cemetery in Mořina “ na Wikimedia Commons | Hledat fotografie a kategorie ve Wikimedia Commons podle rejstříkového čísla památky | Nahrát snímek k tomuto tématu do úložiště Wikimedia Commons |  |

|  | Kategorie „Church of Saint Stanislaus (Mořina) “ na Wikimedia Commons | Hledat fotografie a kategorie ve Wikimedia Commons podle rejstříkového čísla památky | Nahrát snímek k tomuto tématu do úložiště Wikimedia Commons |  |

## Mořinka
|  | Kategorie „Mořinka čp. 63 “ na Wikimedia Commons | Hledat fotografie a kategorie ve Wikimedia Commons podle rejstříkového čísla památky | Nahrát snímek k tomuto tématu do úložiště Wikimedia Commons |  |

|  |  | Hledat fotografie a kategorie ve Wikimedia Commons podle rejstříkového čísla památky | Nahrát snímek k tomuto tématu do úložiště Wikimedia Commons |  |

|  | Kategorie „Chapel in Mořinka “ na Wikimedia Commons | Hledat fotografie a kategorie ve Wikimedia Commons podle rejstříkového čísla památky | Nahrát snímek k tomuto tématu do úložiště Wikimedia Commons |  |

|  | Kategorie „Karlík Castle “ na Wikimedia Commons | Hledat fotografie a kategorie ve Wikimedia Commons podle rejstříkového čísla památky | Nahrát snímek k tomuto tématu do úložiště Wikimedia Commons |  |

## Nesvačily
| Památka                         | Fotografie                                                              | Rejstříkové číslo v ÚSKP                                                             | Sídelní útvar                                               | Poloha                                                  | Popis a poznámky                                                   |
| ------------------------------- | ----------------------------------------------------------------------- | ------------------------------------------------------------------------------------ | ----------------------------------------------------------- | ------------------------------------------------------- | ------------------------------------------------------------------ |
| Kaplička se zvonicí (Q37990833) | \| \| \| \| \| \|                                                       | 40516/2-3004 Pam. katalog MIS                                                        | Nesvačily                                                   | náves, před čp. 8 49°52′52,66″ s. š., 14°7′26,63″ v. d. | Kaplička se zvonicí · Zapsáno do státního seznamu před rokem 1988. |
|                                 | Kategorie „Chapel in Nesvačily (Beroun District) “ na Wikimedia Commons | Hledat fotografie a kategorie ve Wikimedia Commons podle rejstříkového čísla památky | Nahrát snímek k tomuto tématu do úložiště Wikimedia Commons |                                                         |                                                                    |

## Neumětely
|  |  | Hledat fotografie a kategorie ve Wikimedia Commons podle rejstříkového čísla památky | Nahrát snímek k tomuto tématu do úložiště Wikimedia Commons |  |

|  | Kategorie „Church of Saints Peter and Paul (Neumětely) “ na Wikimedia Commons | Hledat fotografie a kategorie ve Wikimedia Commons podle rejstříkového čísla památky | Nahrát snímek k tomuto tématu do úložiště Wikimedia Commons |  |

|  | Kategorie „Hrob Šemíka (Neumětely) “ na Wikimedia Commons | Hledat fotografie a kategorie ve Wikimedia Commons podle rejstříkového čísla památky | Nahrát snímek k tomuto tématu do úložiště Wikimedia Commons |  |

## Nový Jáchymov
|  | Kategorie „Fürstenberská huť (Nový Jáchymov) “ na Wikimedia Commons | Hledat fotografie a kategorie ve Wikimedia Commons podle rejstříkového čísla památky | Nahrát snímek k tomuto tématu do úložiště Wikimedia Commons |  |

|  | Kategorie „Lesní hřbitov (Nový Jáchymov) “ na Wikimedia Commons | Hledat fotografie a kategorie ve Wikimedia Commons podle rejstříkového čísla památky | Nahrát snímek k tomuto tématu do úložiště Wikimedia Commons |  |

## Olešná
|  |  | Hledat fotografie a kategorie ve Wikimedia Commons podle rejstříkového čísla památky | Nahrát snímek k tomuto tématu do úložiště Wikimedia Commons |  |

|  |  | Hledat fotografie a kategorie ve Wikimedia Commons podle rejstříkového čísla památky | Nahrát snímek k tomuto tématu do úložiště Wikimedia Commons |  |

|  |  | Hledat fotografie a kategorie ve Wikimedia Commons podle rejstříkového čísla památky | Nahrát snímek k tomuto tématu do úložiště Wikimedia Commons |  |

|  | Kategorie „Chapel in Olešná (Beroun District) “ na Wikimedia Commons | Hledat fotografie a kategorie ve Wikimedia Commons podle rejstříkového čísla památky | Nahrát snímek k tomuto tématu do úložiště Wikimedia Commons |  |

|  |  | Hledat fotografie a kategorie ve Wikimedia Commons podle rejstříkového čísla památky | Nahrát snímek k tomuto tématu do úložiště Wikimedia Commons |  |

## Osov
Osovský kostel Narození sv. Jana Křtitele patří do katastrálního území Skřipel.
|  |  | Hledat fotografie a kategorie ve Wikimedia Commons podle rejstříkového čísla památky | Nahrát snímek k tomuto tématu do úložiště Wikimedia Commons |  |

|  | Kategorie „Osov - usedlost čp. 10 “ na Wikimedia Commons | Hledat fotografie a kategorie ve Wikimedia Commons podle rejstříkového čísla památky | Nahrát snímek k tomuto tématu do úložiště Wikimedia Commons |  |

|  | Kategorie „Osov Castle “ na Wikimedia Commons | Hledat fotografie a kategorie ve Wikimedia Commons podle rejstříkového čísla památky | Nahrát snímek k tomuto tématu do úložiště Wikimedia Commons |  |

## Otmíče
| Památka              | Fotografie                                                  | Rejstříkové číslo v ÚSKP                                                             | Sídelní útvar                                               | Poloha                                               | Popis a poznámky                                                                                         |
| -------------------- | ----------------------------------------------------------- | ------------------------------------------------------------------------------------ | ----------------------------------------------------------- | ---------------------------------------------------- | --- |
| Hradiště (Q38044844) | \| \| \| \| \| \|                                           | 21285/2-433 Pam. katalog MIS                                                         | Otmíče                                                      | Otmíčská hora 49°51′47,94″ s. š., 13°56′55,07″ v. d. | Výšinné opevněné sídliště - hradiště, archeologické stopy · Zapsáno do státního seznamu před rokem 1988. |
|                      | Kategorie „Otmíčská hora (hill fort) “ na Wikimedia Commons | Hledat fotografie a kategorie ve Wikimedia Commons podle rejstříkového čísla památky | Nahrát snímek k tomuto tématu do úložiště Wikimedia Commons |                                                      | |

## Praskolesy
|  | Kategorie „Church of Saint Nicholas in Praskolesy “ na Wikimedia Commons | Hledat fotografie a kategorie ve Wikimedia Commons podle rejstříkového čísla památky | Nahrát snímek k tomuto tématu do úložiště Wikimedia Commons |  |

|  |  | Hledat fotografie a kategorie ve Wikimedia Commons podle rejstříkového čísla památky | Nahrát snímek k tomuto tématu do úložiště Wikimedia Commons |  |

|  | Kategorie „Chapel of Saint John of Nepomuk (Praskolesy) “ na Wikimedia Commons | Hledat fotografie a kategorie ve Wikimedia Commons podle rejstříkového čísla památky | Nahrát snímek k tomuto tématu do úložiště Wikimedia Commons |  |

|  |  | Hledat fotografie a kategorie ve Wikimedia Commons podle rejstříkového čísla památky | Nahrát snímek k tomuto tématu do úložiště Wikimedia Commons |  |

## Rpety
| Památka                    | Fotografie                                       | Rejstříkové číslo v ÚSKP                                                             | Sídelní útvar                                               | Poloha                                                                      | Popis a poznámky                                                         |
| -------------------------- | ------------------------------------------------ | ------------------------------------------------------------------------------------ | ----------------------------------------------------------- | --------------------------------------------------------------------------- | ------------------------------------------------------------------------ |
| Tvrziště Ostrý (Q38092848) | \| \| \| \| \| \|                                | 33821/2-434 Pam. katalog MIS                                                         | Rpety                                                       | jihovýchodně od obce, na vrchu Ostrý 49°49′13,91″ s. š., 13°57′33,71″ v. d. | Tvrz, archeologické stopy · Zapsáno do státního seznamu před rokem 1988. |
|                            | Kategorie „Tvrziště Ostrý “ na Wikimedia Commons | Hledat fotografie a kategorie ve Wikimedia Commons podle rejstříkového čísla památky | Nahrát snímek k tomuto tématu do úložiště Wikimedia Commons |                                                                             |                                                                          |

## Skřipel
|  | Kategorie „Church of Saints Simon and Jude in Skřipel “ na Wikimedia Commons | Hledat fotografie a kategorie ve Wikimedia Commons podle rejstříkového čísla památky | Nahrát snímek k tomuto tématu do úložiště Wikimedia Commons |  |

|  |  | Hledat fotografie a kategorie ve Wikimedia Commons podle rejstříkového čísla památky | Nahrát snímek k tomuto tématu do úložiště Wikimedia Commons |  |

|  | Kategorie „Church of the Nativity of Saint John the Baptist nearby Osov “ na Wikimedia Commons | Hledat fotografie a kategorie ve Wikimedia Commons podle rejstříkového čísla památky | Nahrát snímek k tomuto tématu do úložiště Wikimedia Commons |  |

## Skuhrov
| Památka                          | Fotografie                                                       | Rejstříkové číslo v ÚSKP                                                             | Sídelní útvar                                               | Poloha                                      | Popis a poznámky                                                 |
| -------------------------------- | ---------------------------------------------------------------- | ------------------------------------------------------------------------------------ | ----------------------------------------------------------- | ------------------------------------------- | ---------------------------------------------------------------- |
| Kaplička Panny Marie (Q37279819) | \| \| \| \| \| \|                                                | 46543/2-2987 Pam. katalog MIS                                                        | Hodyně                                                      | náves 49°53′4,75″ s. š., 14°10′28,71″ v. d. | Kaplička P. Marie · Zapsáno do státního seznamu před rokem 1988. |
|                                  | Kategorie „Chapel of Virgin Mary (Hodyně) “ na Wikimedia Commons | Hledat fotografie a kategorie ve Wikimedia Commons podle rejstříkového čísla památky | Nahrát snímek k tomuto tématu do úložiště Wikimedia Commons |                                             |                                                                  |

## Srbsko
|  |  | Hledat fotografie a kategorie ve Wikimedia Commons podle rejstříkového čísla památky | Nahrát snímek k tomuto tématu do úložiště Wikimedia Commons |  |

|  | Kategorie „Nad Kačákem “ na Wikimedia Commons | Hledat fotografie a kategorie ve Wikimedia Commons podle rejstříkového čísla památky | Nahrát snímek k tomuto tématu do úložiště Wikimedia Commons |  |

## Suchomasty
|  | Kategorie „Zámek Suchomasty “ na Wikimedia Commons | Hledat fotografie a kategorie ve Wikimedia Commons podle rejstříkového čísla památky | Nahrát snímek k tomuto tématu do úložiště Wikimedia Commons |  |

|  | Kategorie „Chapel in Suchomasty “ na Wikimedia Commons | Hledat fotografie a kategorie ve Wikimedia Commons podle rejstříkového čísla památky | Nahrát snímek k tomuto tématu do úložiště Wikimedia Commons |  |

|  | Kategorie „Suchomasty 70 “ na Wikimedia Commons | Hledat fotografie a kategorie ve Wikimedia Commons podle rejstříkového čísla památky | Nahrát snímek k tomuto tématu do úložiště Wikimedia Commons |  |

|  | Kategorie „Church of Saint Nicholas in Borek “ na Wikimedia Commons | Hledat fotografie a kategorie ve Wikimedia Commons podle rejstříkového čísla památky | Nahrát snímek k tomuto tématu do úložiště Wikimedia Commons |  |

|  | Kategorie „Bell tower in Borek (Suchomasty) “ na Wikimedia Commons | Hledat fotografie a kategorie ve Wikimedia Commons podle rejstříkového čísla památky | Nahrát snímek k tomuto tématu do úložiště Wikimedia Commons |  |

## Svinaře
| Památka                   | Fotografie                                       | Rejstříkové číslo v ÚSKP                                                             | Sídelní útvar                                               | Poloha                                         | Popis a poznámky                                     |
| ------------------------- | ------------------------------------------------ | ------------------------------------------------------------------------------------ | ----------------------------------------------------------- | ---------------------------------------------- | ---------------------------------------------------- |
| Zámek Svinaře (Q38141530) | \| \| \| \| \| \|                                | 38784/2-388 Pam. katalog MIS                                                         | Svinaře                                                     | Svinaře 49°53′36,59″ s. š., 14°10′59,96″ v. d. | Zámek · Zapsáno do státního seznamu před rokem 1988. |
|                           | Kategorie „Svinaře Castle “ na Wikimedia Commons | Hledat fotografie a kategorie ve Wikimedia Commons podle rejstříkového čísla památky | Nahrát snímek k tomuto tématu do úložiště Wikimedia Commons |                                                |                                                      |

## Tmaň
|  | Kategorie „Tmaň Castle “ na Wikimedia Commons | Hledat fotografie a kategorie ve Wikimedia Commons podle rejstříkového čísla památky | Nahrát snímek k tomuto tématu do úložiště Wikimedia Commons |  |

|  | Kategorie „Hussite church (Tmaň) “ na Wikimedia Commons | Hledat fotografie a kategorie ve Wikimedia Commons podle rejstříkového čísla památky | Nahrát snímek k tomuto tématu do úložiště Wikimedia Commons |  |

|  | Kategorie „Church of Saint George (Tmaň) “ na Wikimedia Commons | Hledat fotografie a kategorie ve Wikimedia Commons podle rejstříkového čísla památky | Nahrát snímek k tomuto tématu do úložiště Wikimedia Commons |  |

|  | Kategorie „Kotýz (hill fort) “ na Wikimedia Commons | Hledat fotografie a kategorie ve Wikimedia Commons podle rejstříkového čísla památky | Nahrát snímek k tomuto tématu do úložiště Wikimedia Commons |  |

|  |  | Hledat fotografie a kategorie ve Wikimedia Commons podle rejstříkového čísla památky | Nahrát snímek k tomuto tématu do úložiště Wikimedia Commons |  |

|  | Kategorie „Chapel in Lounín “ na Wikimedia Commons | Hledat fotografie a kategorie ve Wikimedia Commons podle rejstříkového čísla památky | Nahrát snímek k tomuto tématu do úložiště Wikimedia Commons |  |

## Točník
|  | Kategorie „Castle Točník “ na Wikimedia Commons | Hledat fotografie a kategorie ve Wikimedia Commons podle rejstříkového čísla památky | Nahrát snímek k tomuto tématu do úložiště Wikimedia Commons |  |

|  | Kategorie „Castle Žebrák “ na Wikimedia Commons | Hledat fotografie a kategorie ve Wikimedia Commons podle rejstříkového čísla památky | Nahrát snímek k tomuto tématu do úložiště Wikimedia Commons |  |

|  | Kategorie „Zemědělský dvůr čp. 5 “ na Wikimedia Commons | Hledat fotografie a kategorie ve Wikimedia Commons podle rejstříkového čísla památky | Nahrát snímek k tomuto tématu do úložiště Wikimedia Commons |  |

## Újezd
| Památka                          | Fotografie                                            | Rejstříkové číslo v ÚSKP                                                             | Sídelní útvar                                               | Poloha                                                                          | Popis a poznámky                                                    |
| -------------------------------- | ----------------------------------------------------- | ------------------------------------------------------------------------------------ | ----------------------------------------------------------- | ------------------------------------------------------------------------------- | ------------------------------------------------------------------- |
| Tvrziště Pustý zámek (Q11823549) | \| \| \| \| \| \|                                     | 15465/2-443 Pam. katalog MIS                                                         | Újezd                                                       | při hájovně Doubrava, jihozápadně od vsi 49°49′46,03″ s. š., 13°48′49,66″ v. d. | Tvrziště Pustý zámek · Zapsáno do státního seznamu před rokem 1988. |
|                                  | Kategorie „Pustý zámek (Újezd) “ na Wikimedia Commons | Hledat fotografie a kategorie ve Wikimedia Commons podle rejstříkového čísla památky | Nahrát snímek k tomuto tématu do úložiště Wikimedia Commons |                                                                                 |                                                                     |

## Vinařice
| Památka                    | Fotografie                                                     | Rejstříkové číslo v ÚSKP                                                             | Sídelní útvar                                               | Poloha                                           | Popis a poznámky                                                  |
| -------------------------- | -------------------------------------------------------------- | ------------------------------------------------------------------------------------ | ----------------------------------------------------------- | ------------------------------------------------ | ----------------------------------------------------------------- |
| Usedlost čp. 8 (Q31203926) | \| \| \| \| \| \|                                              | 39725/2-3367 Pam. katalog MIS                                                        | Vinařice                                                    | Vinařice 8 49°53′33,97″ s. š., 14°5′55,03″ v. d. | Venkovská usedlost · Zapsáno do státního seznamu před rokem 1988. |
|                            | Kategorie „Vinařice 8 (Beroun district) “ na Wikimedia Commons | Hledat fotografie a kategorie ve Wikimedia Commons podle rejstříkového čísla památky | Nahrát snímek k tomuto tématu do úložiště Wikimedia Commons |                                                  |                                                                   |

## Vráž
| Památka                                | Fotografie                                                                              | Rejstříkové číslo v ÚSKP                                                             | Sídelní útvar                                               | Poloha                                     | Popis a poznámky                                                      |
| -------------------------------------- | --------------------------------------------------------------------------------------- | ------------------------------------------------------------------------------------ | ----------------------------------------------------------- | ------------------------------------------ | --------------------------------------------------------------------- |
| Kostel svatého Bartoloměje (Q38192974) | \| \| \| \| \| \|                                                                       | 23287/2-396 Pam. katalog MIS                                                         | Vráž                                                        | náves 49°59′0,09″ s. š., 14°7′47,01″ v. d. | Kostel sv. Bartoloměje · Zapsáno do státního seznamu před rokem 1988. |
|                                        | Kategorie „Church of Saint Bartholomew in Vráž (Beroun District) “ na Wikimedia Commons | Hledat fotografie a kategorie ve Wikimedia Commons podle rejstříkového čísla památky | Nahrát snímek k tomuto tématu do úložiště Wikimedia Commons |                                            |                                                                       |

## Vysoký Újezd
|  | Kategorie „Vysoký Újezd Castle (Beroun District) “ na Wikimedia Commons | Hledat fotografie a kategorie ve Wikimedia Commons podle rejstříkového čísla památky | Nahrát snímek k tomuto tématu do úložiště Wikimedia Commons |  |

|  | Kategorie „Chapel in Vysoký Üjezd (Beroun District) “ na Wikimedia Commons | Hledat fotografie a kategorie ve Wikimedia Commons podle rejstříkového čísla památky | Nahrát snímek k tomuto tématu do úložiště Wikimedia Commons |  |

|  |  | Hledat fotografie a kategorie ve Wikimedia Commons podle rejstříkového čísla památky | Nahrát snímek k tomuto tématu do úložiště Wikimedia Commons |  |

## Zaječov
|  |  | Hledat fotografie a kategorie ve Wikimedia Commons podle rejstříkového čísla památky | Nahrát snímek k tomuto tématu do úložiště Wikimedia Commons |  |

|  |  | Hledat fotografie a kategorie ve Wikimedia Commons podle rejstříkového čísla památky | Nahrát snímek k tomuto tématu do úložiště Wikimedia Commons |  |

|  | Kategorie „Augustinian monastery in Zaječov “ na Wikimedia Commons | Hledat fotografie a kategorie ve Wikimedia Commons podle rejstříkového čísla památky | Nahrát snímek k tomuto tématu do úložiště Wikimedia Commons |  |

## Zdice
|  | Kategorie „Church of the Nativity of the Virgin Mary (Zdice) “ na Wikimedia Commons | Hledat fotografie a kategorie ve Wikimedia Commons podle rejstříkového čísla památky | Nahrát snímek k tomuto tématu do úložiště Wikimedia Commons |  |

|  | Kategorie „Town hall in Zdice “ na Wikimedia Commons | Hledat fotografie a kategorie ve Wikimedia Commons podle rejstříkového čísla památky | Nahrát snímek k tomuto tématu do úložiště Wikimedia Commons |  |

|  |  | Hledat fotografie a kategorie ve Wikimedia Commons podle rejstříkového čísla památky | Nahrát snímek k tomuto tématu do úložiště Wikimedia Commons |  |

## Železná
|  | Kategorie „Church of the Assumption (Železná) “ na Wikimedia Commons | Hledat fotografie a kategorie ve Wikimedia Commons podle rejstříkového čísla památky | Nahrát snímek k tomuto tématu do úložiště Wikimedia Commons |  |

|  |  | Hledat fotografie a kategorie ve Wikimedia Commons podle rejstříkového čísla památky | Nahrát snímek k tomuto tématu do úložiště Wikimedia Commons |  |

|  |  | Hledat fotografie a kategorie ve Wikimedia Commons podle rejstříkového čísla památky | Nahrát snímek k tomuto tématu do úložiště Wikimedia Commons |  |